# باشگاه فوتبال زیر ۲۳ سال آتالانتا
باشگاه فوتبال زیر ۲۳ سال آتالانتا (انگلیسی: Atalanta BC Under-23) یک باشگاه فوتبال حرفه ای مستقر در برگامو، لمباردی، ایتالیا است که به عنوان تیم دوم باشگاه فوتبال آتالانتا از سری آ عمل می‌کند. این باشگاه که در ۴ اوت ۲۰۲۳ تأسیس شد، در سری سی و کوپا ایتالیا سری سی رقابت می‌کند.

## تاریخچه
از نظر تاریخی، آتالانتا به خاطر آکادمی جوانان خود، هم در ایتالیا و هم در سراسر اروپا شناخته شده است. تیم آتالانتا که کوپا ایتالیا فصل ۱۹۶۳–۱۹۶۲ را برد، عمدتاً از بازیکنانی تشکیل شده بود که در رده‌های جوانان باشگاه آموزش دیده بودند، مانند آنجلو دومنگینی و پیرو گاردونی. علاوه بر این، بسیاری از بازیکنانی که حرفه خود را در آتالانتا آغاز کردند، به بازی در موفق‌ترین باشگاه‌های اروپا ادامه دادند، مانند گائتانو شیره‌آ (که همچنین جام جهانی فوتبال ۱۹۸۲ را با ایتالیا برد).
پس از عدم موفقیت ایتالیا در صعود به جام جهانی فوتبال ۲۰۱۸، فدراسیون فوتبال ایتالیا اصلاحاتی را اجرا کرد، از جمله بازگرداندن تیم‌های ذخیره که در کشورهای دیگری مانند اسپانیا، آلمان، پرتغال و انگلستان وجود داشتند. آن‌ها در همان سیستم لیگ به عنوان تیم‌های اول بازی می‌کنند اما برای داشتن تیم‌های دومشان مقررات مربوط به اجبار عدم حضور هر دو تیم در یک سطح لیگ را باید رعایت کنند. یوونتوس اولین باشگاه ایتالیایی بود که یک تیم ذخیره تأسیس کرد؛ باشگاه فوتبال یوونتوس نکست جن (که بعدتر به نام یوونتوس زیر ۲۳ سال شناخته می‌شد) در ۳ اوت ۲۰۱۸ برای سری سی فصل ۲۰۱۹–۲۰۱۸ پذیرفته شد. چندین باشگاه دیگر در سال‌های بعدی علاقه‌مندی خود را برای تأسیس تیم ذخیره ابراز کردند. با این حال، قبل از ۲۰۲۳، هیچ‌کدام به واقعیت نپیوستند و تیم‌های ذخیره از طرف هواداران باشگاه‌های سری بی و سری سی مورد انتقاد قرار می‌گرفتند؛ با این حال، رئیس فدراسیون فوتبال ایتالیا، گابریله گراوینا، از این پروژه دفاع کرد.
در بهار ۲۰۲۳، آتالانتا اعلام کرد که قصد دارد یک تیم ذخیره تأسیس کند تا برای بازیکنانی که به بازی در تیم پریماورا (زیر ۱۹ سال) ادامه می‌دهند، شرایط ادامه همکاری فراهم کند. آتالانتا در تاریخ ۱۴ ژوئیه ۲۰۲۳ درخواست پذیرش تیم دوم خود را ثبت کرد؛ در ۴ اوت ۲۰۲۳، آتالانتا زیر ۲۳ سال به‌طور رسمی به سری سی برای فصل ۲۰۲۳–۲۴ پذیرفته شد و به دومین باشگاه ایتالیایی تبدیل شد که تیم ذخیره دارد. پس از حذف سیه‌نا به دلیل ناهنجاری‌های مالی، ورود آتالانتا زیر بیست و سه سال به سری سی تأیید شد.
آتالانتا زیر ۲۳ سال در گروه آ سری سی رقابت می‌کند. این تیم اولین بازی خود را در ۳ سپتامبر ۲۰۲۳ انجام داد که با نتیجه ۲–۳ در خانه مقابل باشگاه فوتبال ویرتوس ورونا شکست خورد. در ۱۵ سپتامبر، آتالانتا زیر ۲۳ سال اولین پیروزی خود را به دست آورد و با نتیجه ۳–۲ در خانه بر جیانا ارمنیو غلبه کرد.

## ورزشگاه خانگی
این باشگاه بازی‌های خانگی خود را در استادیو کومیوناله در کاراواجو، یک کومونه در استان برگامو برگزار می‌کند. این ورزشگاه به اندازه ۲۱۸۰ صندلی گنجایش پذیرش تماشاگر دارد.